# 菲利普·麦克尔韦恩
菲利普·麦克尔韦恩（英語：Philip McElwaine，1957年12月5日—），澳大利亚男子拳击运动员。他曾代表澳大利亚参加1978年英联邦运动会拳击比赛，获得一枚金牌。他也曾参加1976年夏季奥林匹克运动会。